# City of Langley
Langley är en ort i Kanada.   Den ligger i provinsen British Columbia, i den södra delen av landet, 3 500 km väster om huvudstaden Ottawa. Langley ligger 13 meter över havet och antalet invånare är 23 606.
Terrängen runt Langley är platt. Runt Langley är det tätbefolkat, med 331 invånare per kvadratkilometer.. Närmaste större samhälle är Surrey, 12,1 km väster om Langley.
I omgivningarna runt Langley växer i huvudsak barrskog.